# Edy Ganem
Edurne "Edy" Ganem (Modesto - Califórnia, 20 de setembro de 1989) é uma atriz americana de ascendência mexicana e libanesa. Ela interpreta Valentina Diaz na série dramática e de comédia da Lifetime, Devious Maids. 

## Filmografia
| Ano  | Título                        | Papel        | Notas             |
| ---- | ----------------------------- | ------------ | ----------------- |
| 2009 | The Way to Happiness          | Andi Bali    |                   |
| 2010 | Las Angeles                   | Conchita     |                   |
| 2010 | Roundabout                    | Linda        | Curta metragem    |
| 2010 | The Loneliest Road in America | Amarantha    |                   |
| 2010 | Black Limousine               | Dolores      |                   |
| 2011 | Salvador                      | Iris         | Curta metragem    |
| 2011 | Lucha                         | Lucha        | Curta metragem    |
| 2011 | Sex/Absurd                    | Kacie        |                   |
| 2011 | Laptop                        | Jenny Mendez | Curta metragem    |
| 2011 | Like Crazy                    | Isabelle     | Fora dos créditos |
| 2011 | The Ghostmaker                | Gina         |                   |
| 2012 | Unspoken                      | Anna         | Curta metragem    |
| 2012 | Ojalá                         | Young Olga   | Curta metragem    |
| 2012 | Lola's Love Shack             | Felicia      |                   |
| 2012 | Goodbye, I Love You           |              | Curta metragem    |
| 2013 | Violeta                       | Carmen       | Curta metragem    |
| 2014 | After the Wedding             | Mariana Diaz |                   |

| Ano           | Título                            | Papel                                        | Notas                                                           |
| ------------- | --------------------------------- | -------------------------------------------- | --------------------------------------------------------------- |
| 2008          | Life, Love & Hollywood            | Modelo                                       | Episódio: "Taking Risks"                                        |
| 2008          | It's Always Sunny in Philadelphia | Candidata a Modelo                           | Episódio: "America's Next Top Paddy's Billboard Model Contest"  |
| 2008          | Entourage                         | Participação / Rapariga Comum / Maquilhadora | Episódios: "Gotta Look Up to Get Down" "First Class Jerk" "Pie" |
| 2008          | CSI: Crime Scene Investigation    | Dançarina de Go-Go                           | Episódio: "Let It Bleed"                                        |
| 2010–2011     | Livin' Loud                       | A Própria                                    | 6 episódios                                                     |
| 2012          | The Cleveland Show                | Flora (voz)                                  | Episódio: "Y Tu Junior Tambien"                                 |
| 2012          | Rob                               | Monica                                       | Episódio: "Dad Comes to Visit"                                  |
| 2013–presente | Devious Maids                     | Valentina Diaz                               | Elenco Principal                                                |